# Александровское сельское поселение (Обливский район)
Алекса́ндровское се́льское поселе́ние — муниципальное образование в Обливском районе Ростовской области.
Административный центр поселения — хутор Александровский.

## Административное устройство
В состав Александровского сельского поселения входят:
- хутор Александровский;
- хутор Леонов;
- хутор Синяпкин.

## Население
| 2010 | 2012 | 2013 | 2014 | 2015 | 2016 | 2017 |
| ---- | ---- | ---- | ---- | ---- | ---- | ---- |
| 732  | ↘713 | ↘682 | ↘666 | ↘643 | ↘627 | ↗629 |
| 2018 | 2019 | 2020 | 2021 |      |      |      |
| ↘611 | ↘591 | ↘573 | ↗574 |      |      |      |